# 구스타프 야누흐

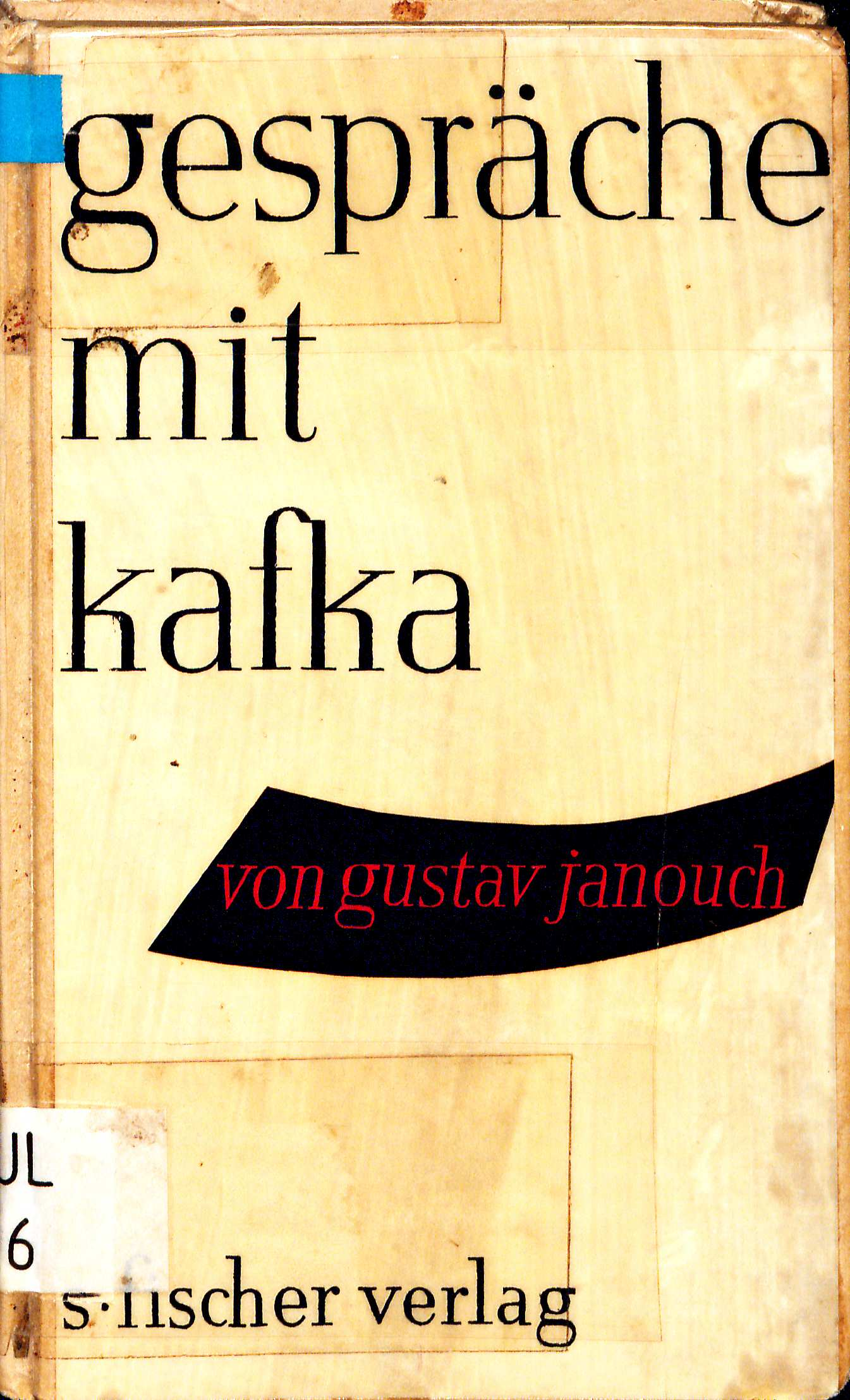
카프카와의 대화(Gespräche mit Kafka)

구스타프 야누흐(Gustav Janouch, 1903년 3월 1일 ~ 1968년 3월 7일)는 체코의 작가이다.
1903년에 드라우 강변 마르부르크에서 태어나 프라하에서 성장했다. 프라하와 엘보겐 그리고 빈에서 공부했다. 대중음악 작곡가로서, 음악과 음악가를 다룬 서너 권의 책의 저자로서 프라하에서 유명했다. 제2차 세계대전 중에는 반전주의자였다. 1946년에 무고를 당해 심문을 받고 투옥됐다. 1968년에 프라하에서 사망했다.
야누흐는 카프카의 산문 소품 ＜꿈＞을 체코어로 번역해 1929년에 출판했다. 그리고 카프카와 맺은 개인적인 친분 관계를 바탕으로 ≪카프카와의 대화≫(초판은 1951년, 증보판은 1968년)와 전기 ≪프란츠 카프카와 그의 세계≫(1965년)를 저술했다.